# Akrapovič
Akrapovič (рус. Акрапович) — словенская компания по производству автомобильных и мотоциклетных выхлопных систем. С 1990 года компания начала производить выхлопные системы для мотоциклов. С 2010 года расширила свое производство до выхлопных систем для автомобилей. Глобальный поставщик выхлопных систем в мотоспорте. Решения Akrapovič используются в мотоциклах на гонках Moto GP, Супербайк, Супермото, Мотокросс, Эндуро и Ралли-Рэйд. На май 2010 года, выхлопные системы Akrapovič использовались в 38 мировых чемпионатах по мотоспорту.
Бренд Akrapovič многократно получал награды от профильных изданий: Motor Sport Aktuell Magazine Best Brand 2009, Sport Auto Best Brand 2010, PS Magazine Best Brand 2010, Motorrad Magazine Best Brand 2010.

## Галерея

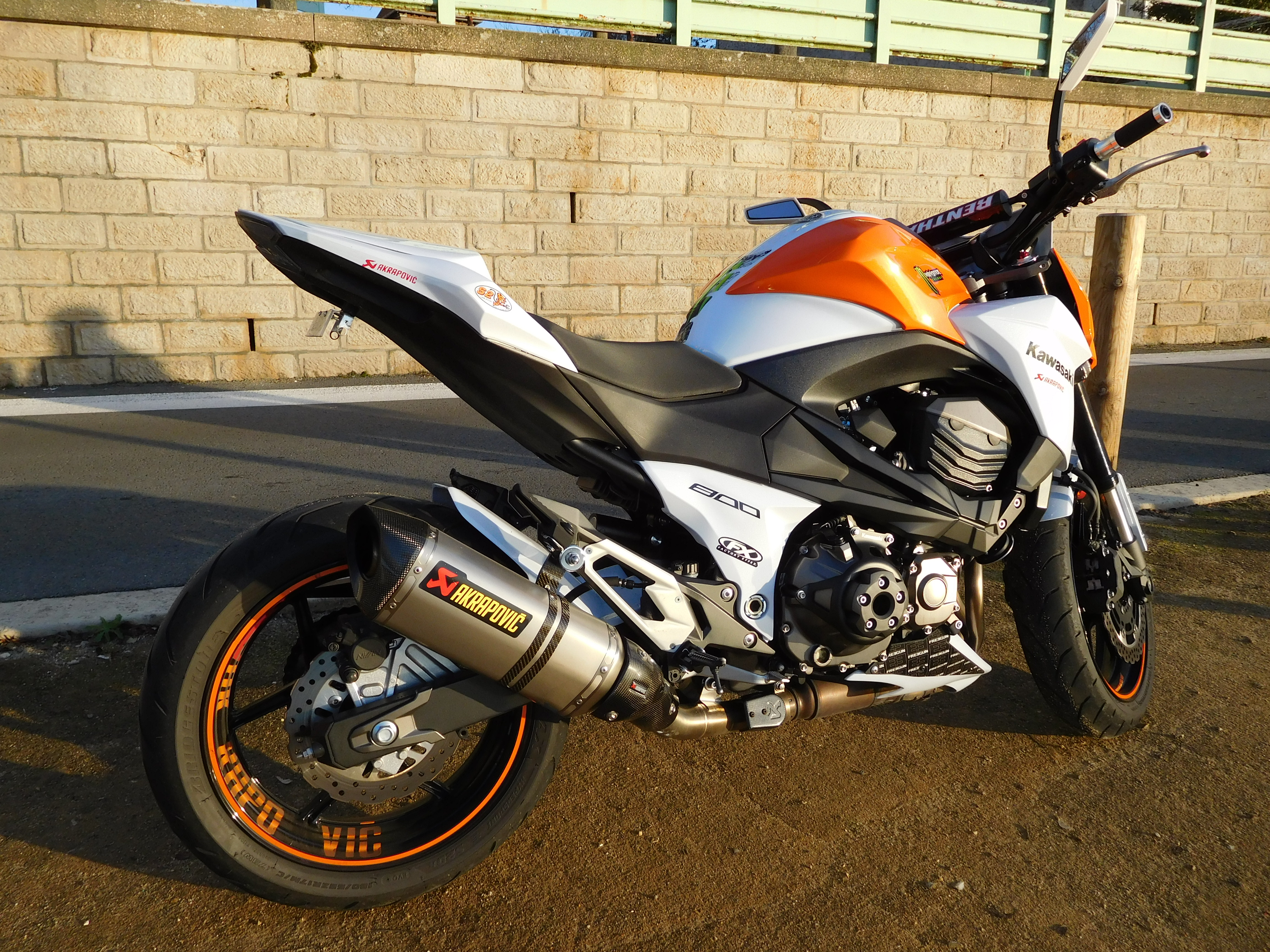
Kawasaki Z800
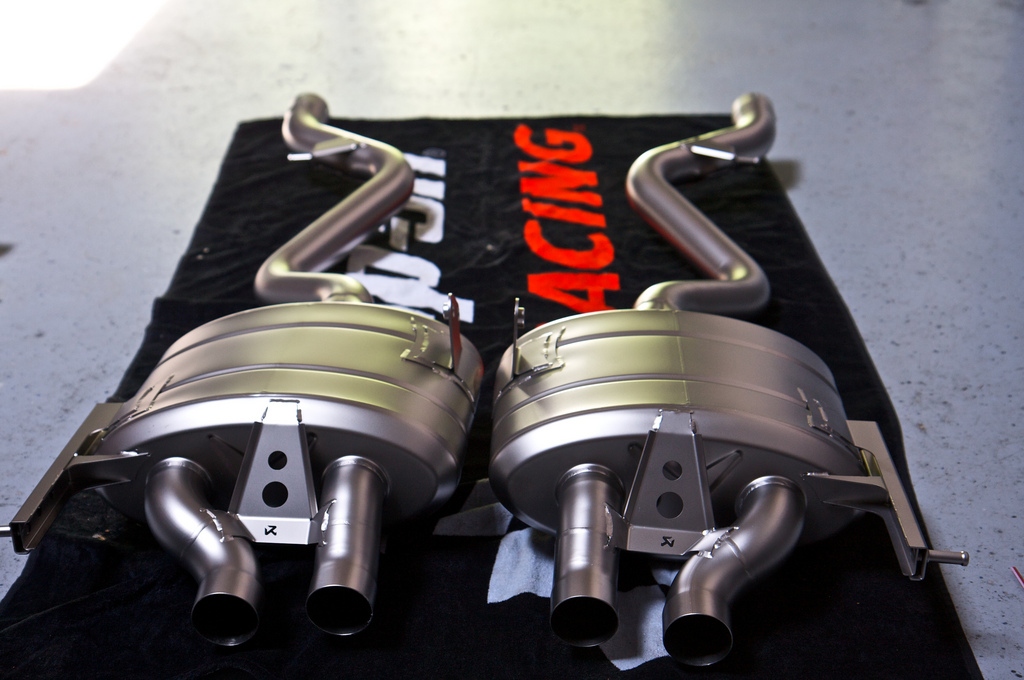
BMW M3
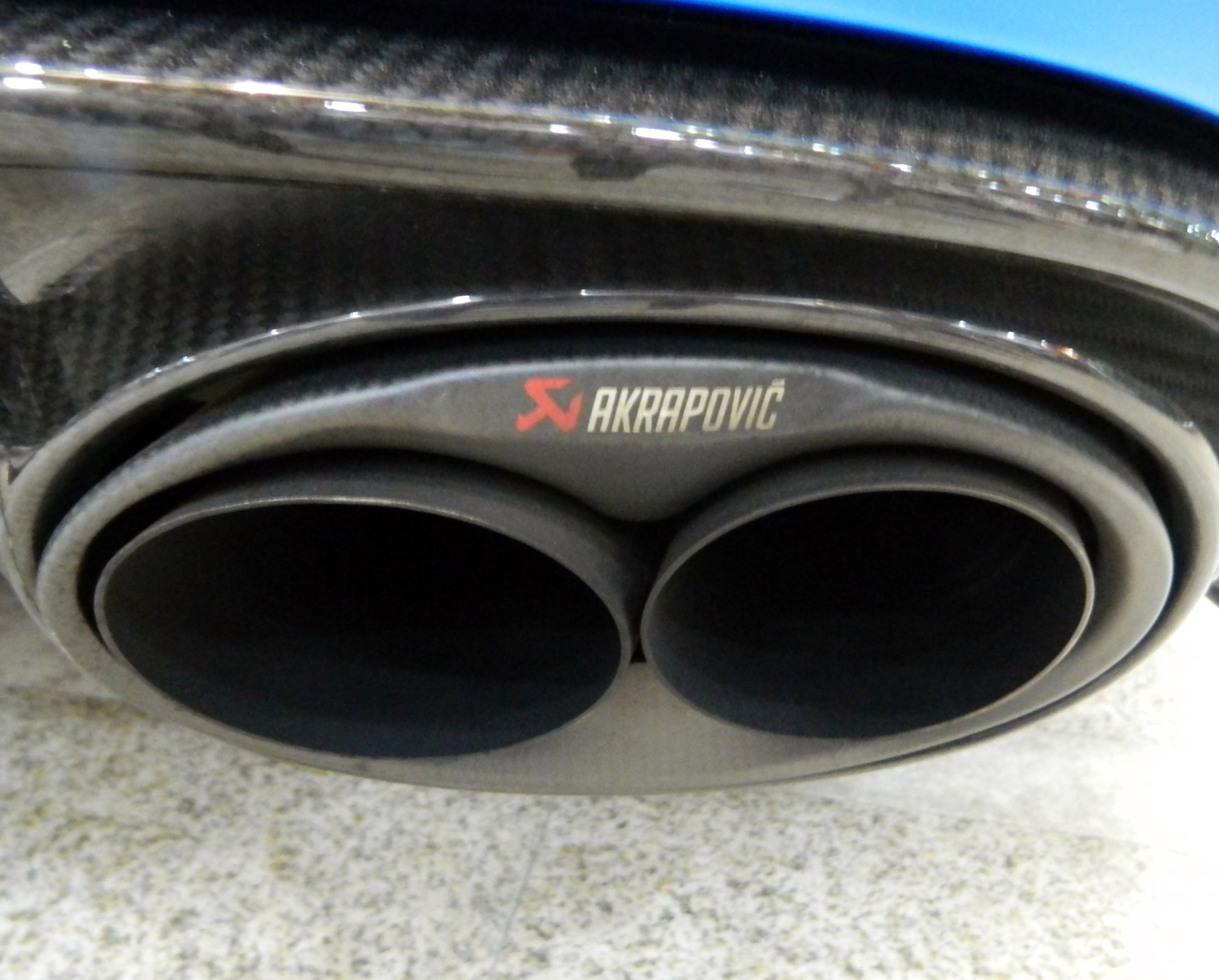
Audi RS 7
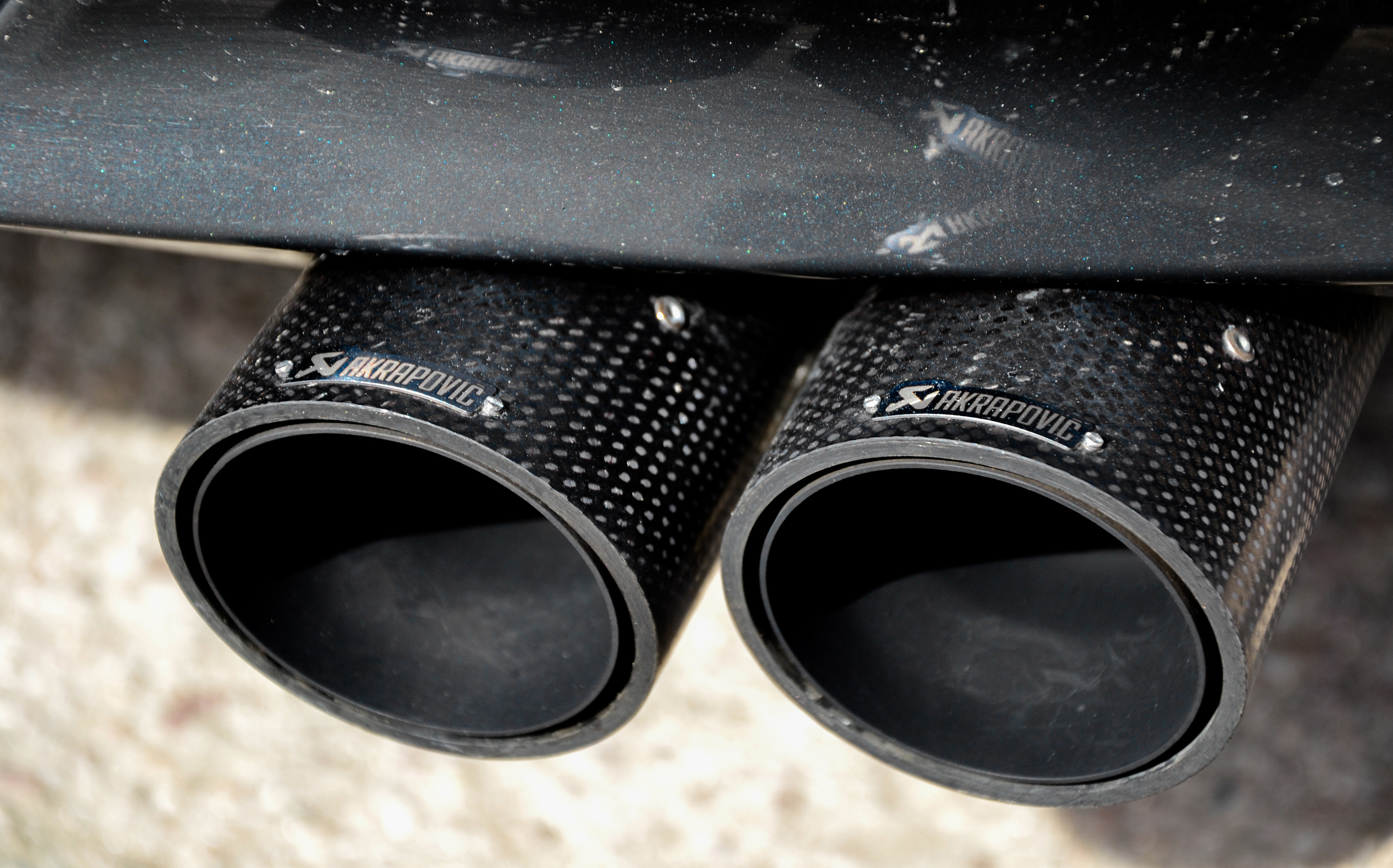
BMW 1M

## Партнёры
Компания сотрудничает с производителями мотоциклов, такими как Yamaha, которые предлагают глушители Akrapovič как опциональное оборудование для моделей R1, и MT-01. BMW Motorrad устанавливает глушители Akrapovič на модели R nineT, F800R, HP2 Megamoto, для большинства остального модельного ряда они доступны в качестве опции. Выхлопные системы также используются для мотоциклов Kawasaki, Honda, Aprilia и Suzuki. Akrapovič поставляет выхлопные системы для автомобилей Audi (LMP, Audi R18 и Audi A5 DTM), BMW, Volkswagen и многих других. Многие ведущие мотоциклисты используют решения Akrapovič. Например, Roger Lee Hayden использовал его на своём Kawasaki.

## Производство
Титановый литейный завод Akrapovič находится в здании площадью 800 м2 в главном месте компании в городе Иванчна-Горица. Процесс литья включает в себя впрыск газа, рентгеновскую радиоскопию и различные химические анализы с помощью инструментов CAD / CAM / CEA. Компания также производит титановый ассортимент под названием «Akrapovič Evolution».